# Кинофестиваль в Авориазе 1981 года
IX Международный фестиваль фантастического кино в Авориазе (кинофестиваль) (Le 9-eme edition du Festival international du film fantastique d’Avoriaz) проходил во французских Альпах (Франция) в январе 1981 года.

## Жюри
- Норман Джуисон — президент
- Биби Андерсон
- Шарль Азнавур
- Бруно Кремер
- Дьёрдь Цифра
- Жак Дере
- Андреа Ферреоль (Andrea Ferreol)
- Франсис Жиро
- Ив Навар (Yves Navarre)
- Рене де Обальдиа
- Нагиса Осима (Nagisa Oshima)
- Фернандо Рей (Fernando Rey)
- Жан Рошфор (Jean Rochefort)
- Чжао Уцзи

## Лауреаты
- Гран-при: «Человек-слон» (The Elephant Man), Великобритания, 1980, режиссёр Дэвид Линч
- Специальный приз жюри: «Воскрешение» (Resurrection), 1980, режиссёр Даниэль Петри
- Приз в номинации «фильмы ужасов»: «Глаза страха» (Eyes of Terror) 1980, режиссёр Кен Хьюз
- Приз критики:
  - «Вой» (Howling), режиссёр Джо Данте
  - «Где-то во времени» (Somewhere in Time), 1980, режиссёр Жанно Шварц